# EIF5A
EIF5A (англ. Eukaryotic translation initiation factor 5A) – білок, який кодується однойменним геном, розташованим у людей на короткому плечі 17-ї хромосоми. Довжина поліпептидного ланцюга білка становить 154 амінокислот, а молекулярна маса — 16 832.
| 10         |  | 20         |  | 30         |  | 40         |  | 50         |
| ---------- |  | ---------- |  | ---------- |  | ---------- |  | ---------- |
| MADDLDFETG |  | DAGASATFPM |  | QCSALRKNGF |  | VVLKGRPCKI |  | VEMSTSKTGK |
| HGHAKVHLVG |  | IDIFTGKKYE |  | DICPSTHNMD |  | VPNIKRNDFQ |  | LIGIQDGYLS |
| LLQDSGEVRE |  | DLRLPEGDLG |  | KEIEQKYDCG |  | EEILITVLSA |  | MTEEAAVAIK |
| AMAK       |  |            |  |            |  |            |  |            |

A: Аланін

C: Цистеїн

D: Аспарагінова кислота

E: Глутамінова кислота

F: Фенілаланін

G: Гліцин

H: Гістидин

I: Ізолейцин

K: Лізин

L: Лейцин

M: Метіонін

N: Аспарагін

P: Пролін

Q: Глутамін

R: Аргінін

S: Серин

T: Треонін

V: Валін

Кодований геном білок за функцією належить до факторів елонгації. 
Задіяний у таких біологічних процесах як транспорт, біосинтез білка, транспорт білків, транспорт мРНК, транслокація. 
Білок має сайт для зв'язування з РНК. 
Локалізований у цитоплазмі, ядрі, мембрані, ендоплазматичному ретикулумі, комплексі ядерної пори.